# Torchitorio di Gallura
Torchitorio, detto anche Torchitorio de Zori (fl. XI-XII secolo), è stato un Giudice di Gallura e governò all'incirca tra il 1090 ed il 1115.

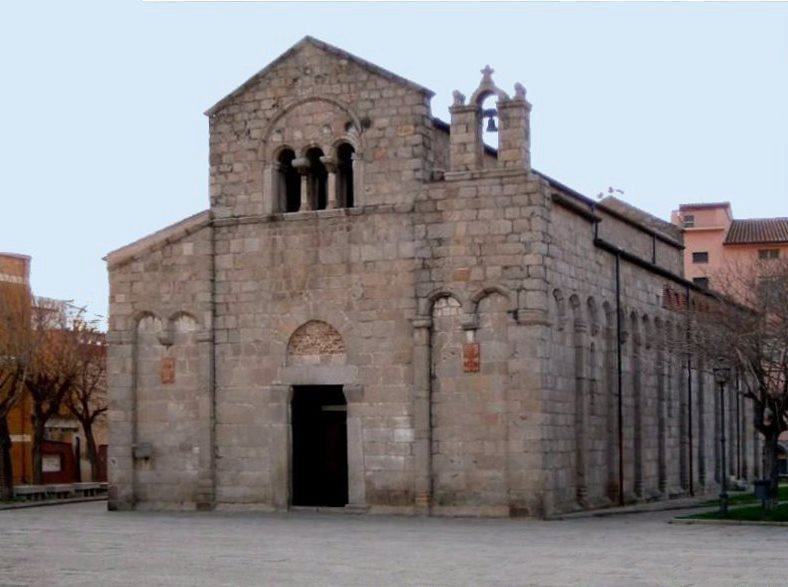
Basilica romanica di San Simplicio

È uno dei primi Giudici galluresi conosciuto con certezza grazie a fonti contemporanee. 
Come molti altri Giudici sardi dell'epoca, Torchitorio appoggiò la riforma gregoriana della Chiesa, promossa in Sardegna dall'Arcidiocesi di Pisa ed in particolare il suo regno è stato caratterizzato dal forte impegno profuso nella costruzione della nuova cattedrale di San Simplicio a Civita, che divenne capitale giudicale. 
Torchitorio appoggiò l'Imperatore Enrico IV e per questo motivo venne scomunicato dal Papa Gregorio VII; sposò Padulesa de Gunale. 